# Волейбол на летните олимпийски игри 2000
Волейболният турнир на Летните олимпийски игри 2000 се провежда в Сидни между 16 септември и 1 октомври 2000.

## Състезания
Раздават се четири комплекта медала в следните състезания:
- Волейбол мъже (12 отбора)
- Волейбол жени (12 отбора)
- Плажен волейбол мъже (24 отбора)
- Плажен волейбол жени (24 отбора)

## Разпределение на медалите

### Таблица на медалите
| Място | Държава   | Злато | Сребро | Бронз | Общо |
| ----- | --------- | ----- | ------ | ----- | ---- |
| 1     | Австралия | 1     | 0      | 0     | 1    |
| 1     | Куба      | 1     | 0      | 0     | 1    |
| 1     | САЩ       | 1     | 0      | 0     | 1    |
| 1     | Югославия | 1     | 0      | 0     | 1    |
| 5     | Бразилия  | 0     | 2      | 2     | 4    |
| 6     | Русия     | 0     | 2      | 0     | 2    |
| 7     | Германия  | 0     | 0      | 1     | 1    |
| 7     | Италия    | 0     | 0      | 1     | 1    |

### Медалисти
| Дисциплина        | Злато | Сребро | Бронз |
| ----------------- | --- | --- | --- |
| Мъже детайли      | Югославия Владимир Батез Слободан Ковач Слободан Бошкан Дула Мещер Васа Мийич Никола Гръбич Владимир Гръбич Андрия Герич Горан Вуйевич Иван Милкович Велко Петкович Игор Вушурович | Русия Вадим Камуцски Руслан Оливер Валери Горюшев Игор Шулепов Алексей Казаков Евгени Митков Сергей Тетюхин Роман Яковлев Константин Ушаков Александър Герасимов Илия Савелев Алексей Кулешов           | Италия Андреа Гардини Марко Меони Паскале Гравина Луиджи Мастранджело Паоло Тофоли Самуеле Папи Андреа Сарторети Марко Брачи Симоне Росалба Мирко Корсано Андреа Джани Алесандро Фей |
| Жени детайли      | Куба Таймарис Агуеро Зоила Барос Регла Бел Марленис Коща Ана Фернандес Мирка Франсия Идалмис Гато Лилия Изкердо Мирея Луис Юмилка Руис Марта Санчес Регла Торес                    | Русия Йевгения Артамонова Анастасия Беликова Любов Килич Йекатерина Гамова Йелена Година Татяна Грачева Наталия Морозова Олга Потачова Инеса Коркмаз Елизавета Тишченко Елена Тюрина Йелена Василевская | Бразилия Лейла Барос Ерика Коимбра Жанина Консейсао Вирна Диас Кели Фрага Рикарда Лима Катя Лопес Елисанджела Оливейра Валевска Оливейра Карин Родригес Ракел Силва Елия Соуса       |
| Мъже плаж детайли | Дайн Блантън и Ерик Фоноймоана (САЩ) | Зе Марко де Мело и Рикардо Сантос (БРА) | Аксел Хегер и Йорг Аман (ГЕР) |
| Жени плаж детайли | Натали Кук и Кери Потхарст (АВЛ) | Шелда Беде и Адриана Бехар (БРА) | Адриана Самуел и Сандра Пирес (БРА) |